# Carl Gustaf Gammal Ehrenkrona
Carl Gustaf Gammal Ehrenkrona, född 6 januari 1710, död 28 januari 1781 i Motala församling, Östergötlands län, var ett svensk riksråd och överkammarherre.

## Biografi
Carl Gustaf Gammal Ehrenkrona föddes 1710. Han var son till Erik Gammal Ehrenkrona och Helena Ehrenbielke. Ehrenkrona blev 21 mars 1720 student vid Uppsala universitet och 18 december 1734 hovjunkare. Han blev 20 december 1740 kammarherre och 8 maj 1751 ständigt uppvaktande kammarherre. Ehrenkrona blev 23 februari 1760 överkammarherre och hovmarskalk. Han utnämndes 23 november 1761 till RNO och blev 25 maj 1772 riksråd. Ehrenkrona blev entledigad från tjänsten 22 augusti 1772. Han avled 1781 på Bispmotala i Motala församling.

### Familj
Ehrenkrona gifte sig 4 september 1755 på Hylinge i Västra Husby församling med Ulrika von Schwerin (1722–1777), dotter av generalmajoren Claus Filip von Schwerin och friherrinnan Maria Johanna Burensköld. De fick tillsammans sonen Claes Erik Gustaf Ehrenkrona (1757–1758).